# 가톨릭 센다이 교구
센다이 교구(일본어: カトリック仙台教区, 라틴어: Dioecesis Sendaiensis)는 일본 가톨릭교회의 도쿄 관구 산하 교구이다

## 역사
- 1891년 4월 17일, 일본 북부대목구에서 홋카이도(가라후토도) 아오모리현, 이와테현, 미야기현, 후쿠시마현, 니가타현, 야마가타현, 아키타현을 관할구역으로 설립된 하코다테 교구가 모체이다. 파리외방선교회에 위탁되어 초대 교구장에 베리오즈 주교가 취임했다.
- 1912년 8월 13일, 하코다테 교구에서 니가타 현, 야마가타 현, 아키타 현을 관할구역으로 니가타대목구가 분리 신설되었다.
- 1915년 2월 12일, 하코다테 교구에서 홋카이도와 사할린 남부를 관할구역으로 삿포로 대목구가 분리 신설되어 독일의 프란치스코회에 위탁되었다. 베리오즈 주교의 은퇴 후, 4년간 알프레드 우드 몬시뇰이 임시 교구장으로서 하코다테 교구를 관리하였다.
- 1931년 11월, 하코다테 교구는 캐나다의 도미니코회에 위탁되었다. 교구장 대리로 앙드레 듀마스 신부가 임명되었다.
- 1936년, 듀마스 신부의 후임으로 임명된 레미에욱 주교가, 3월 9일에 교황청의 재가를 얻어 주교좌를 하코다테에서 센다이로 옮겼다.
- 1941년, 후임에 우라카와 와부로 신부가 임명되어 주교로 서품되었다.
- 1952년 12월, 센다이 교구에서 하코다테 지구가 분리되어 삿포로 교구에 편입되었다. 센다이 교구의 관할 범위는 아오모리 현, 이와테 현, 미야기 현, 후쿠시마 현이 되었다.
- 1954년, 우라카와 주교가 교구장을 사임하여, 후임에 코바야시 신부가 주교로 서품되고 교구장으로 임명되었다.
- 1976년, 코바야시 주교가 사임하여, 1월 24일에 도미니코회의 사토 신부를 교구장에 임명, 3월 20일, 주교로 서품되어 교구장에 취임했다.
- 1998년 6월 19일, 사토 주교가 건강상의 이유로 교구장을 사임하여, 그 후 2년간 주교좌는 공석이었다.
- 2000년 6월 12일, 사레지오 수도회의 미조베 수사가 센다이 주교에 임명되었다. 동년 9월 9일, 주교로 서품되었다.
- 2004년 5월, 미조베 주교가 다카마쓰 교구의 주교로 전출되어 약 1년반간 주교좌는 공석이었다.
- 2005년 12월 10일, 히라가 테투수오신부가 센다이 주교로 임명되어, 2006년 3월 4일에 서품되었다

## 관할구역
아오모리현(青森県), 이와테현(岩手県), 미야기현(宮城県), 후쿠시마현(福島県)

## 역대교구장
- 1대 마리에 조셉 레미에욱 주교(Marie-Joseph Lemieux) (1935.12.03–1941.01.16)
- 2대 우라카와 와사부로(미카엘) 주교 (浦川和三郎, 1941.11.20–1954)
- 3대 고바야시 아리카타(베드로) 주교 (小林有方, 1954.02.21–1976.01.24)
- 4대 사토 치히로(자비에르) 주교 (佐藤千敬, 1976-1998)
- 5대 미조베 오사무(프란치스코) 주교 (溝部脩, 2000-2004)
- 6대 히라가 테츠오(마르틴) 주교 (平賀徹夫, 2005.12.10~2021,12.08)
- 7대 가쿠탄 쿤타페이(에드가)주교(ガクタン エドガル 2021,12,08~)

## 역대 대목구장
- 1대 베르리오즈 알렉산드레 주교(Alexandre Berlioz) (1891.06.15–1927.07.25)
- 2대 알프레드 조셉 우드 몬시뇰(WOOD, Alfred Joseph) (1927-1931)
- 3대 앙드레 듀마스 신부(Andre Dumas) (1931–1935)